# Islands sýslur
Island delades historiskt in i 23 sýslur (sysslor) och 24 självstyrande städer (kaupstaðir), numera 8 kaupstaðir. Idag är denna indelning inte längre viktig för Islands administration.[källa behövs] Numera delas landet upp i 26 sysselmän (sýslumenn), som fungerar som chef för den lokala polisen (förutom i Reykjavik), och arbetar med administrativa funktioner såsom borgerliga äktenskap och bankruttförklaringar. Sysselmännens jurisdiktioner följer ofta samma gränser som de traditionella sysslorna men inte alltid.[källa behövs]
De självstyrande städerna skapades från början under 1700-talet då urbaniseringen på Island inleddes, och systemet användes fram till 1980-talet då Ólafsvík år 1983 blev utnämnd till den sista självstyrande staden.[källa behövs] Sedan dess har kommunlagen ändrats så att det inte längre finns någon juridisk skillnad mellan stads- och landskommuner.[källa behövs]

## Lista över de traditionella länen

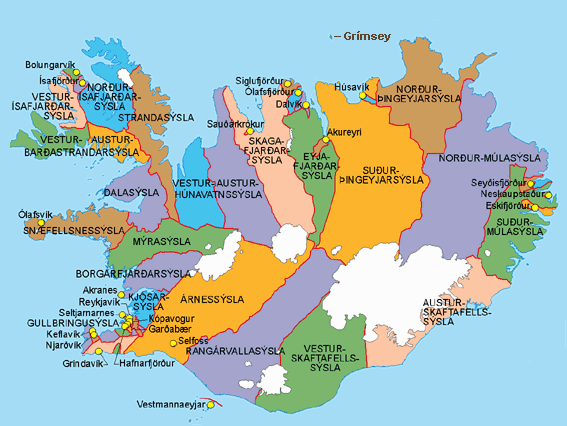
Islands traditionella administrativa indelning.

- Árnessýsla
- Austur-Barðastrandarsýsla
- Austur-Húnavatnssýsla
- Austur-Skaftafellssýsla
- Borgarfjarðarsýsla
- Dalasýsla
- Eyjafjarðarsýsla
- Gullbringusýsla
- Kjósarsýsla
- Mýrasýsla
- Norður-Ísafjarðarsýsla
- Norður-Múlasýsla
- Norður-Þingeyjarsýsla
- Rangárvallasýsla
- Skagafjarðarsýsla
- Snæfellsnes-og Hnappadalssýsla
- Strandasýsla
- Suður-Múlasýsla
- Suður-Þingeyjarsýsla
- Vestur-Barðastrandarsýsla
- Vestur-Húnavatnssýsla
- Vestur-Ísafjarðarsýsla
- Vestur-Skaftafellssýsla

## Lista över de traditionella självstyrande orterna
- Akranes
- Akureyri
- Bolungarvík
- Dalvík
- Eskifjörður
- Garðabær
- Grindavík
- Hafnarfjörður
- Húsavík
- Ísafjörður
- Keflavík
- Kópavogur
- Neskaupstaður
- Njarðvík
- Ólafsfjörður
- Ólafsvík
- Reykjavik
- Sauðárkrókur
- Selfoss
- Seltjarnarnes
- Seyðisfjörður
- Siglufjörður
- Vestmannaeyjar